# Ali Adde
Ali Adde (tiếng Somalia: Cali Cadde, tiếng Ả Rập: أدى على) là một thị trấn ở Djibouti. Nó nằm cách thủ đô Djibouti 69 km về phía nam với độ cao 530 mét so với mực nước biển. Thị trấn có một trung tâm của UNHCR với 12.363 trại tị nạn tính đến năm 2015. Nó nằm trên một bồn địa rộng được bao quanh bởi những ngọn núi granit ở một số phía. Trung tâm được điều hành bởi UNHCR và hoạt động của nó được tài trợ bởi các nhà tài trợ nước ngoài.

## Tổng quan
Thị trấn nằm trên Quốc lộ 5.
Các thị trấn và làng mạc gần đó bao gồm Ali Sabieh, Holhol, Dewele, Assamo và Guisti.

## Lịch sử
Khu định cư Ali Adde có từ vài thế kỷ trước, và là một trong những thị trấn lâu đời nhất ở Djibouti sau Tadjoura và Obock. Tên gọi của nó theo nghĩa đen có nghĩa là "nơi trắng hoặc trong" trong ngôn ngữ Phi-Á Somali.
Theo một truyền thuyết cũ, khu vực ngày nay là Ali Adde được bao phủ bởi cây cối, với một wadi băng qua khu vực này. Ban đầu là một khu định cư nhỏ, thị trấn phát triển dưới thời trị vì của Vương quốc Hồi giáo Ifat và Vương quốc Hồi giáo Adal. Sau đó, nó trở thành một phần của chính quyền bảo hộ Somaliland thuộc Pháp vào nửa đầu thế kỷ 20. Vào tháng 12 năm 1942, khoảng 1.000 quân Anh và Pháp Tự do đã chiếm đóng thị trấn. Ali Adde có một pháo đài cổ gần Wadi Danan, được xây dựng bởi Quân đội Pháp vào thế kỷ 19.

## Khí hậu
Ali Adde có khí hậu khô hạn nóng (BWh) theo hệ thống Köppen-Geiger.
| Dữ liệu khí hậu của Ali Adde      | Dữ liệu khí hậu của Ali Adde | Dữ liệu khí hậu của Ali Adde | Dữ liệu khí hậu của Ali Adde | Dữ liệu khí hậu của Ali Adde | Dữ liệu khí hậu của Ali Adde | Dữ liệu khí hậu của Ali Adde | Dữ liệu khí hậu của Ali Adde | Dữ liệu khí hậu của Ali Adde | Dữ liệu khí hậu của Ali Adde | Dữ liệu khí hậu của Ali Adde | Dữ liệu khí hậu của Ali Adde | Dữ liệu khí hậu của Ali Adde | Dữ liệu khí hậu của Ali Adde |
| Tháng                             | 1                            | 2                            | 3                            | 4                            | 5                            | 6                            | 7                            | 8                            | 9                            | 10                           | 11                           | 12                           | Năm                          |
| --------------------------------- | ---------------------------- | ---------------------------- | ---------------------------- | ---------------------------- | ---------------------------- | ---------------------------- | ---------------------------- | ---------------------------- | ---------------------------- | ---------------------------- | ---------------------------- | ---------------------------- | ---------------------------- |
| Trung bình ngày tối đa °C (°F)    | 26.7 (80.1)                  | 27.3 (81.1)                  | 28.8 (83.8)                  | 29.9 (85.8)                  | 34.3 (93.7)                  | 36.6 (97.9)                  | 38.0 (100.4)                 | 36.7 (98.1)                  | 33.2 (91.8)                  | 28.4 (83.1)                  | 28.1 (82.6)                  | 27.0 (80.6)                  | 31.3 (88.3)                  |
| Tối thiểu trung bình ngày °C (°F) | 16.3 (61.3)                  | 17.7 (63.9)                  | 18.8 (65.8)                  | 20.5 (68.9)                  | 22.2 (72.0)                  | 24.4 (75.9)                  | 26.5 (79.7)                  | 26.3 (79.3)                  | 24.6 (76.3)                  | 21.2 (70.2)                  | 18.4 (65.1)                  | 16.5 (61.7)                  | 21.1 (70.0)                  |
| Lượng mưa trung bình mm (inches)  | 15 (0.6)                     | 10 (0.4)                     | 15 (0.6)                     | 26 (1.0)                     | 6 (0.2)                      | 6 (0.2)                      | 25 (1.0)                     | 40 (1.6)                     | 30 (1.2)                     | 19 (0.7)                     | 10 (0.4)                     | 11 (0.4)                     | 213 (8.3)                    |
| Nguồn: The Weather Channel        |                              |                              |                              |                              |                              |                              |                              |                              |                              |                              |                              |                              |                              |

## Nhân khẩu
Tính đến năm 2018, dân số của Ali Adde được ước tính là 3.400 người. Cư dân thị trấn thuộc nhiều nhóm dân tộc chủ yếu nói các ngôn ngữ Phi-Á, với bộ tộc Somali Issa chiếm đa số. Trước khi trại UNHCR được mở cửa, người dân địa phương bao gồm những người chăn nuôi du mục, chủ yếu chăn nuôi lạc đà và dê. Tuy nhiên, kể từ những năm 1990, một làn sóng người tị nạn đã làm thay đổi nhân khẩu học của khu vực một cách đáng kể.